# Ruedi Bechtler
Ruedi Bechtler (eigentlich Rudolf Carl Bechtler, Pseudonym ARBI, * 15. Dezember 1942 in St. Gallen) ist ein Schweizer Künstler, Kunstsammler und Unternehmer. Als Künstler arbeitet er in den Bereichen Zeichnung, Konzept-, Foto-, Objektkunst sowie Installation. Als Sammler interessiert er sich vorwiegend für zeitgenössische Kunst.

## Leben und Werk
Ruedi Bechtler wuchs mit seinen Geschwistern Katrin und Thomas in Zollikon bei Zürich auf. 1968 schloss er an der ETH Zürich die Ausbildung als Maschineningenieur ab, 1969 folgte der MBA am Insead in Fontainebleau (F). Von 1969 bis 1972 lebte Bechtler in den USA und arbeitete als Marketing- und Produktplaner bei Allis-Chalmers. Danach kehrte er in die Schweiz zurück und stieg ins elterliche Unternehmen Luwa AG ein.
Sowohl Bechtlers Vater Walter Bechtler wie auch sein Onkel Hans Bechtler waren international agierende Unternehmer und begeisterte Kunstsammler. Häufig verkehrten Künstler in seinem Elternhaus und so nahm die ganze Familie Anteil am damaligen Kunstgeschehen. Ruedi Bechtler seinerseits war seit seiner Kindheit gestalterisch aktiv.
Während seines Aufenthaltes in den USA intensivierte sich Bechtlers Interesse für Kunst und er beschloss eine Laufbahn als Künstler einzuschlagen. 1973–1974 besuchte er Kurse an der Kunstgewerbeschule Zürich (heute ZHdK) sowie Abendkurse an der unabhängigen F+F Schule für experimentelle Gestaltung (heute F+F Schule für Kunst und Design).
1974 initiierte er mit einer Gruppe Gleichgesinnter ein Atelier- und Aktionszentrum in der ehemaligen Spinnerei Wettingen und richtete sich dort selbst ein Atelier ein. Die interdisziplinär zusammengesetzte Gruppe war in der Folge sehr aktiv und sprach ein grosses Publikum an. 1975 führte der Künstler Roman Signer auf Einladung von Bechtler vor der Spinnerei eine künstlerische Sprengung in der Limmat durch. In der Spinnerei präsentierte Bechtler – wie später auch Liliane Csuka oder Beat Zoderer – seine erste Einzelausstellung (1975).
Bechtler beteiligte sich an Ausstellungen im Kunsthaus Zürich (1975, 1976, 1979), im Kunstgewerbemuseum (heute Museum für Gestaltung) Zürich (1978) und am Künstlerhaus am Karlsplatz in Wien (1978). 1976 erhielt Bechtler für seine künstlerische Arbeit das Eidgenössische Stipendium für Kunst. Von 1978 bis 1980 unterrichtete Bechtler an der F+F Schule und war von 1981 bis 1997 in deren Vorstand aktiv.
Die künstlerischen Arbeiten von Bechtler ab 1974 waren interaktiv angelegt, als Aufgabenstellungen oder Installationen mit Publikumsbeteiligung, so das Neon-Objekt (1976) mit einer zu zersplitternden Neonröhre oder Sich gegenseitig in die Augen sehen (1978) als Foto-Aktion. Sensitizer II (1977) als Fragebogen mit über 300 Fragen wurde 1979 an einem Fest in der Spinnerei Wettingen diskutiert. Ab 1980 arbeitete Bechtler stärker materiell, etwa mit Tuschzeichnungen, einige davon grossformatig mit Sperrholz reproduziert (Holzzeichen, 1985–1992), oder als Blindfold Drawings gemeinsam mit Witzen publiziert (Jokes, 2017). Aus Papier schnitt er dreidimensionale Paper cut-outs (auch: Papierobjekte, 1983–1985). Lochfolien und Fotografien fügte er zu Bildüberlagerungen und Installationen (ab 1990) und Lichtobjekten (ab 2000). Für Installationen benutzte er auch Glastische oder Zimmerpflanzen oder konzipierte sie als Brunnen. Die Installationen sind aus einfachen, teilweise gefundenen Materialien, deren Herkunft oft noch erkennbar ist. Die Fotografie bleibt in seinem Werk zentral, dabei greift er auf sein thematisches Archiv eigener Fotografien und gesammelter Postkarten zurück. In der Bildserie Spiegelungen (auch Reflexionen, seit 1987) sind sich diese gegenübergestellt, eines davon auf dem Kopf stehend. Fotografien zum Zerfall («Entropie») zeigt er in Foto-Leuchtkästen (Can, seit 2005).
1979 lernte er Regula Kunz kennen, mit der er seit 1984 verheiratet ist. Sie haben drei Kinder: Tim (* 1984), Noa (* 1986) und Salome (* 1992).
Seit 1980 ist Bechtler im Stiftungsrat in der 1965 gegründeten Alberto-Giacometti-Stiftung, die am Kunsthaus Zürich angesiedelt ist. 1984 trat Bechtler in den Vorstand der 1955 gegründeten Walter A. Bechtler Stiftung ein und ist seit 1995 ihr Präsident. Die Stiftung realisiert Kunstwerke im öffentlichen Raum. Von 1988 bis 1997 amtete er als Präsident der Gruppe «Junge Kunst» der «Vereinigung Zürcher Kunstfreunde am Kunsthaus Zürich». Weiter beteiligte er sich am Aufbau der Sammlung für konzeptionelle Fotografie der Zellweger Luwa in Uster. 1999 gründete er in Zuoz die «Rätische Akademie», deren Präsident er bis 2001 war und initiierte Art Public Plaiv, mit Kunstwerken im öffentlichen Raum im Oberengadin.
Bechtler zeigte seit 1983 zahlreiche Einzelausstellungen in Galerien in Zürich, Bern und New York und beteiligte sich an Ausstellungen in London (1983), München (1992, 2010), Lugano (1995), Berlin (2003) und Seoul (2003).  Ein grösserer Werküberblick wurde 2015 in der Ausstellung Silber im Kunst(Zeug)Haus Rapperswil gezeigt. Nach der Werkschau im Künstlerbuch Flip Flop (JRP Ringier, 2010) findet sich eine retrospektive Übersicht zu seinem Werk in der Monografie Ruedi Bechtler – Zeitreise auf dem Kopf (Scheidegger & Spiess, 2022).
Seit 1996 ist Bechtler Besitzer des Hotels «Castell» in Zuoz und realisiert dort Veranstaltungen zu Gegenwartskunst und Architektur. Auch gibt er Werke in Auftrag: Tadashi Kawamata baute das alte Felsenbad wieder neu auf (1997), Pipilotti Rist und Gabrielle Hächler realisierten die Rote Bar (1998), James Turrell realisierte den Skyspace Piz Uter (2005). Weitere Werke aus der Sammlung von Bechtler im Hotel sind von Martin Kippenberger, Mickry 3, Mai-Thu Perret, Roman Signer, Fischli/Weiss, Lawrence Weiner, Gerda Steiner & Jörg Lenzlinger, Simon Starling, Carsten Höller und Andrea Büttner.

## Sammlungen mit Werken von Ruedi Bechtler
- Banca del Gottardo, Lugano (mit Katalog, 1995)
- Zellweger Luwa, Uster (mit Katalog, 2011)
- Kunst(Zeug)Haus, Rapperswil-Jona
- Bank Julius Bär, Zürich
- Ruedi Bechtler bei Schweizerische Mobiliar Versicherung, Bern (mit Publikation, 2016)
- Schweizerische Nationalbank, Zürich
- Goetz, München (Kollaboration mit Tobias Madison, 2010)
- Nestlé, Vevey
- Kunstsammlung der Stadt Zürich[22]

## Monografien
- Ruedi Bechtler: Reflexionen 1987–1991. [Hg. Ruedi Bechtler und Fritz Franz Vogel], Ausstellungskatalog. Raum F, Zürich 1991.
- Ruedi Bechtler: Flip Flop. (Beiträge von Daniel Baumann, Lionel Bovier, Das Institut: Kerstin Brätsch und Adele Röder, Philipp Kaiser, Tadashi Kawamata, Tobias Madison, Heike Munder, Pipilotti Rist, Steiner-Lietha). JRP Ringier, Zürich 2010, ISBN 978-3-03764-179-8.
- Ruedi Bechtler: Jokes & more. Edizioni Periferia, Luzern/Poschiavo 2017, ISBN 978-3-906016-82-5.
- Michael Hiltbrunner (Hg.): Ruedi Bechtler – Zeitreise auf dem Kopf, Scheidegger & Spiess, Zürich 2022, ISBN 978-3-03942-083-4

## Editionen
- Ruedi Carl Bechtler (ARBI): USA. Skizzen Buch. Entstanden in den Jahren 1969, 1970, 1971 und 1972. Zürich 1972. (Ringordner)
- ARBI [Ruedi Bechtler]: Pocket Sensitizer, 1975/1978. (Postkartenedition)
- ARBI [Ruedi Bechtler]: Sich gegenseitig in die Augen sehen. [Dokumentation zur Aktion Spiegelbilder, Kunsthaus Zürich], 1979. (Ringordner)
- Ruedi Bechtler: Zeichen [1986–1988]. (Mit Beitrag von Claudia Jolles). E’ Galerie, Zürich 1990. (Postkartenserie broschiert)
- Ruedi Bechtler: Auf Messers Schneide. 1975–1998. Fotografien. Galerie Serge Ziegler, Zürich 1998.
- Ruedi Bechtler: Play Box, Ordnungen. Edition (mit Hammer, Schnur, Leimstift, Stifte, Fotokopien und Fotos in Kartonschachtel). Galerie Serge Ziegler, Zürich 1998.
- Ruedi Bechtler: BRAIN. [blaue Schachtel], 22 Fotografien (C-Prints Handabzüge) in leinengebundener Kassette. Galerie Serge Ziegler, Zürich 1998.

## Ausstellungen

### Einzelausstellungen (Auswahl)
- Spinnerei Wettingen, 1975 (als ARBI)
- Ruedi Bechtler, Schnitte – aus der Fläche in den Raum, Gimpel-Hanover + André Emmerich Galerien, Zürich 1983
- Ruedi Bechtler, Papierobjekte, Galerie Michèle Zeller, Bern 1984
- E' Galerie, Zürich 1989
- Bildgebende Fotografie, Raum f, Forum für Fotografie, Zürich 1991/1992, anlässlich Kunstszene 1991 (mit Katalog)
- Ruedi Bechtler, Labor zu Ordnungen, Serge Ziegler Galerie, 1998
- Ruedi Bechtler, Larry Deyab, Serge Ziegler Galerie at Brooke Alexander, New York, 2006
- Ruedi Bechtler, Balance, Galerie Ziegler, Zürich, 2015
- Ruedi Bechtler, Zeitreise auf dem Kopf, Kunsthaus Langenthal, 2022[23]

### Gruppenausstellungen (Auswahl)
- Galerie Amstutz, Zürich 1975 (als ARBI)
- Kunstszene Zürich 1975, Kunsthaus Zürich 1975/1976 (als ARBI)
- Kunstschule F+F, Kunsthaus Zürich, 1976 (als ARBI)
- Künstlerhaus am Karlsplatz, Wien 1978 (als ARBI)
- Spinnerei Wettingen, Kunsthaus Zürich, 1979 (als ARBI)
- Kunst auf dem Wasser, Kunsthaus Zug, 1979 (als ARBI, mit Regula Kunz)
- 7. Schweizerische Plastikausstellung, Biel 1980 (als ARBI, mit Regula Kunz)
- Twelve Swiss Artists, Galerie Gimpel & Hanover / Gimpel Fils, London 1983 (mit Katalog)
- Ruedi Bechtler, Ellen Classen, Geneviève Duley-Wohnlich, Marc Egger, Kunsthaus Oerlikon, Tramdepot Tiefenbrunnen, Zürich 1989
- Helvetia (condensed), Fotokunst aus der Schweiz, Künstlerwerkstatt Lothringerstrasse 13, München 1992 (mit Katalog)
- la collezione di fotografia svizzera della Banca del Gottardo, Galleria Gottardo, Lugano, 1995 (mit Katalog)
- 3rd Photo Festival, Seoul 2003 (mit Katalog)
- Carlos Amorales, Ruedi Bechtler, Larry Deyab u. a., griedervonputtkamer galerie, Berlin, 2003
- Ruedi Bechtler and friends. Tobias Madison, Martin Senn, Gerda Steiner & Jörg Lenzlinger. Galerie Tuchamid, Klosters, 2012
- serge stauffer – kunst als forschung, Helmhaus Zürich, 2013 (mit Katalog)
- Das Dreieck der Liebe – Körperlichkeit und Abstraktion in der Zürcher Kunst, Helmhaus Zürich, 2015 (mit Katalog)
- Silber. Teres Wydler. Ruedi Bechtler. Alex Sadkowsky, Kunst(Zeug)Haus Rapperswil-Jona, 2015–2016